# Thần Châu 13
Thần Châu 13 (tiếng Trung: 神舟十三号; bính âm: Shénzhōu Shísān-hào) là một chuyến bay có người lái vào không gian nằm trong chương trình Thần Châu của Cộng hòa Nhân dân Trung Hoa nhằm đưa 3 nhà du hành vũ trụ nước này lên quỹ đạo. Con tàu đã rời bệ phóng tại Trung tâm Phóng vệ tinh Tửu Tuyền tại khu tự trị Nội Mông Cổ vào ngày 15 tháng 10 năm 2021.
Phi hành đoàn của Thần Châu 13 gồm nhà du hành Địch Chí Cương, Điệp Quang Phú và nữ phi hành gia Vương Á Bình.
Đến ngày 14 tháng 4 năm 2022, sau 182 lênh đênh trên vũ trụ, Thần Châu 13, đã hoàn thành tất cả các nhiệm vụ và quay trở lại bãi đáp, qua đó thiết lập nên một kỷ lục mới về thời gian bay vào vũ trụ của con người, vượt qua kỷ lục 92 ngày trước đó của chương trình Thần Châu 12.

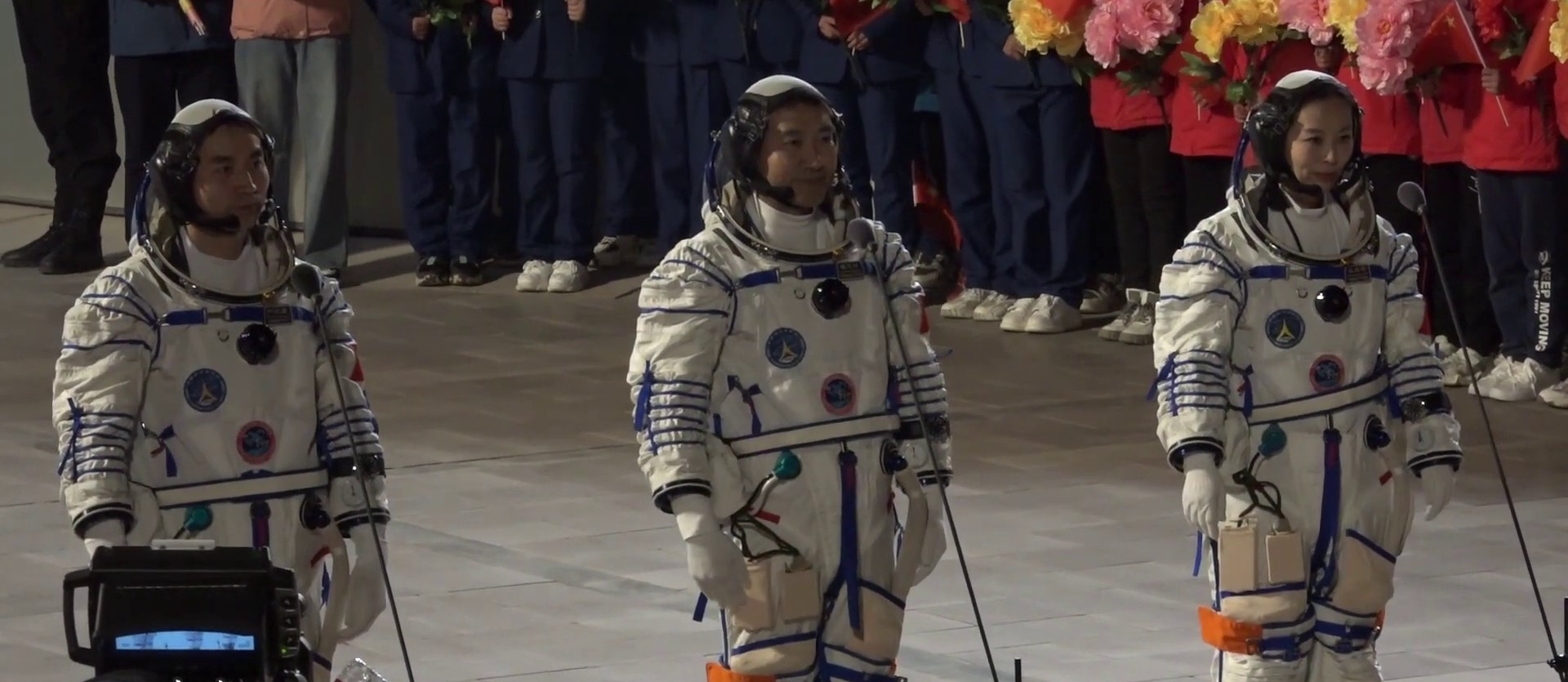
buổi lễ tiễn Phi hành đoàn Thần Châu 13 lên tàu vũ trụ

## Phi hành đoàn
Dưới đây là danh sách phi hành đoàn của Thần Châu 13 được công bố trong một cuộc họp báo vào ngày 14 tháng 10 năm 2021.
| Vai trò               | Thành viên phi hành đoàn |
| --------------------- | ------------------------ |
| Chỉ huy phi hành đoàn | Địch Chí Cương           |
| Điều khiển            | Vương Á Bình             |
| Điều khiển hệ thống   | Điệp Quang Phú           |

## Kết thúc sứ mệnh
Phi hành đoàn Thần Châu 13 hạ cánh tại bãi đáp Dongfeng ở khu tự trị Nội Mông, phía bắc Trung Quốc vào ngày 16 tháng 4 năm 2022.

Những lời chúc của 3 phi hành gia gửi về quê hương